# Dingli
Ħad-Dingli Málta egyik helyi tanácsa a délnyugati parton, 13 km-re Vallettától. Lakossága 3326 fő. Neve valószínűleg az azonos családnévből származik.

## Története
Az őskori lakókra a kőfejtők és keréknyomok (cart ruts) emlékeztetnek, föníciai és római lakói sírokat és egy villa, valamint a hozzá tartozó fürdő maradványait (Għajn Handfulnál és Ta' Baldunál) hagyták hátra. A település Malta ősi központjának közelében volt, közigazgatásilag is hozzá tartozott, a távolság miatt mégis elmaradott vidéknek számított. 1436-ban azonban a távolabbi Ħal-Tartarni már önálló egyházközség volt. A következő évszázadokban a falu közelebb került a mai Dingli helyéhez, az Inguanez-család földjeire. A Jeruzsálemi Szent János Ispotályos Lovagrend érkezésekor még mindkét falu létezett, kb. 300-300 lakossal. Dingli 1678-ban lett önálló egyházközség. 1718-ban Brichelot és Bremond térképén C(asal) Dingli és  Tartorin néven szerepelnek, emellett megtalálható a Szent Magdolna-kápolna is. 1994 óta Málta egyik helyi tanácsa. Dingli Cliffs tetején egy rengeteg vitát kiváltó NATO-radar épült.

## Önkormányzata
Dinglit ötfős helyi tanács irányítja. A jelenlegi (7.) tanács 2012 óta van hivatalban.
Polgármesterei:
- Angelo Azzopardi (1994-1999)
- Joseph Mary Abela (1999-2005)
- Ian Borġ (Munkáspárt, 2005-)

## Nevezetességei

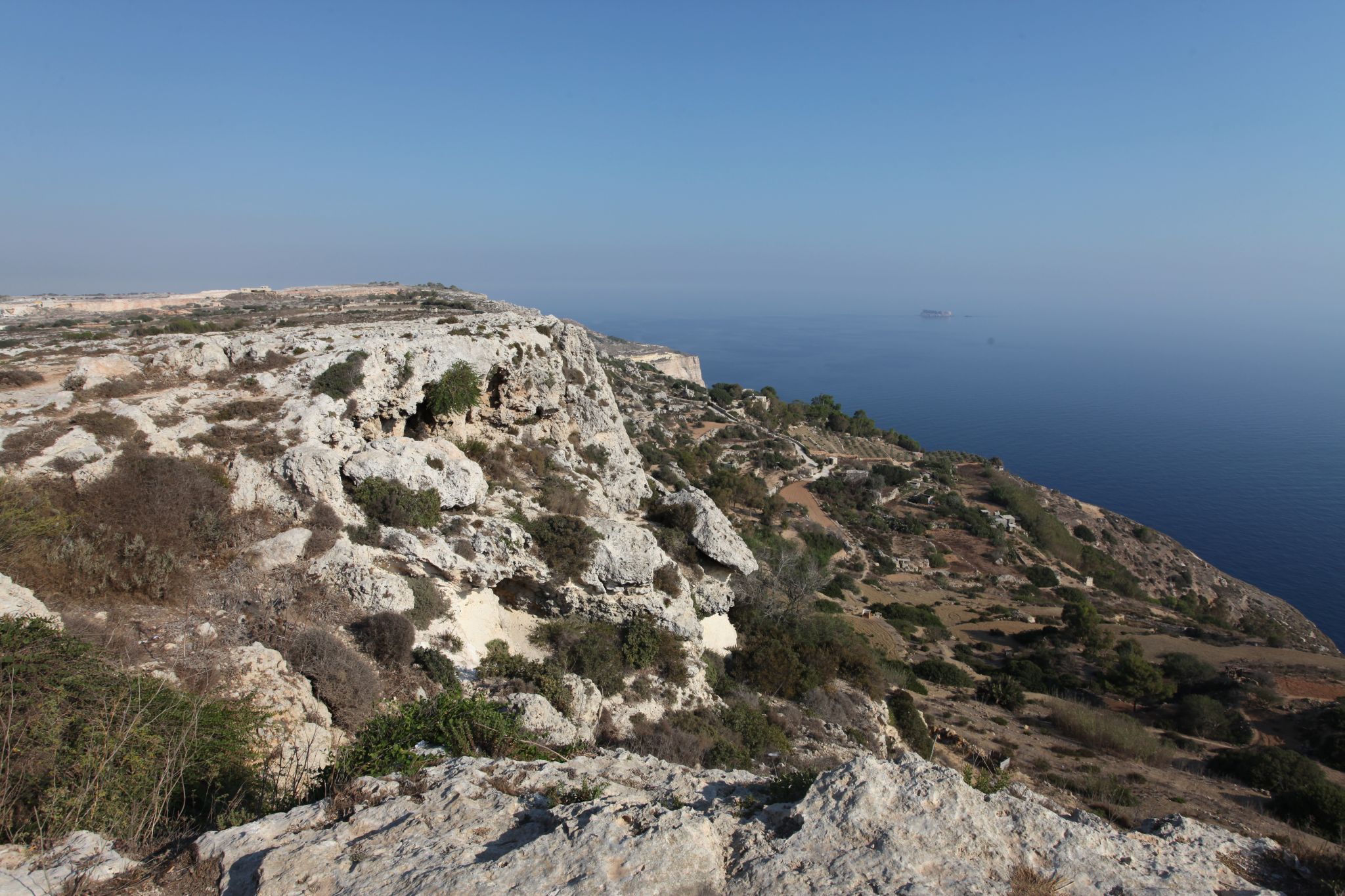
Dingli Cliffs és Filfla

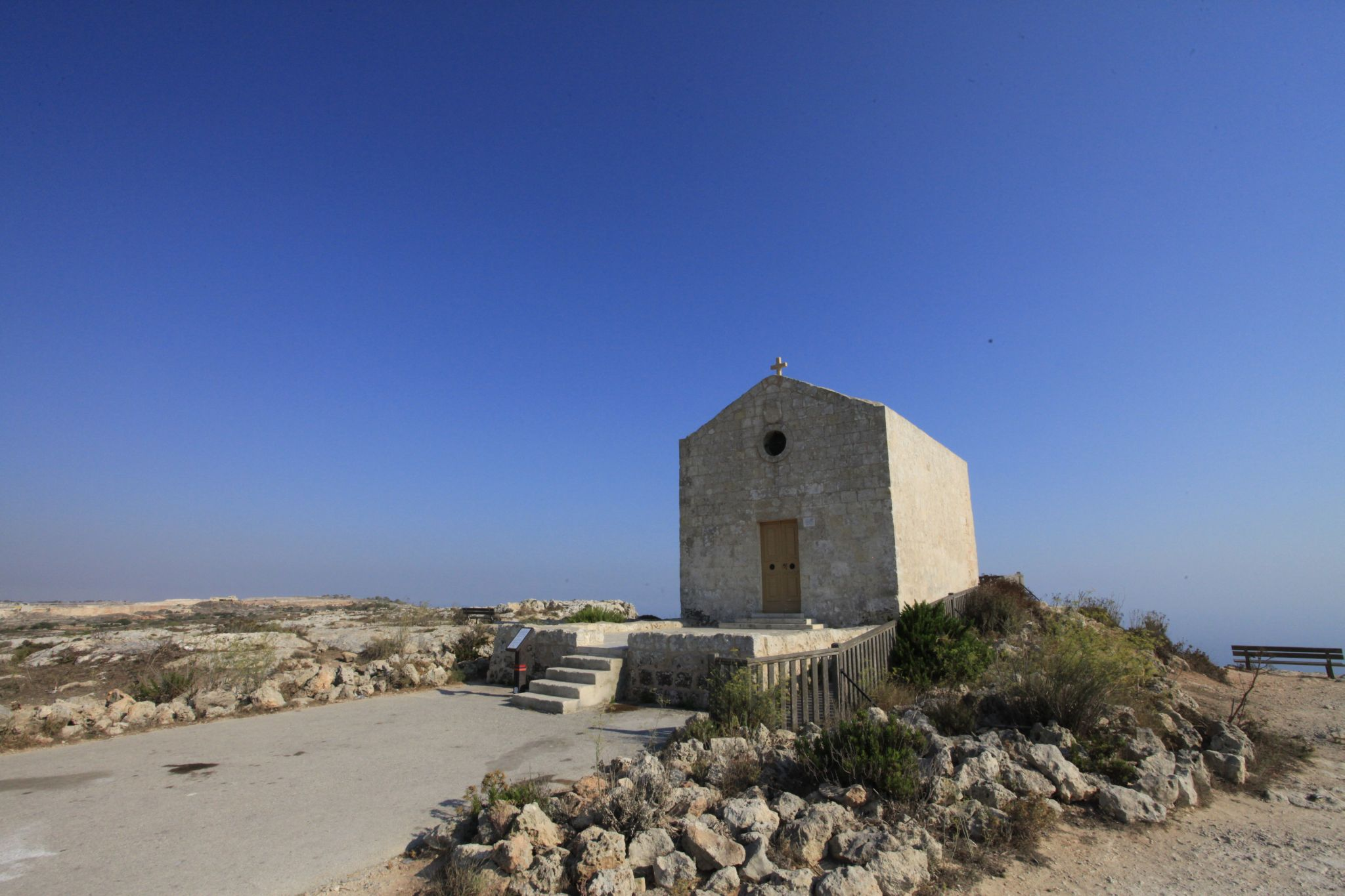
A Mária Magdolna kápolna

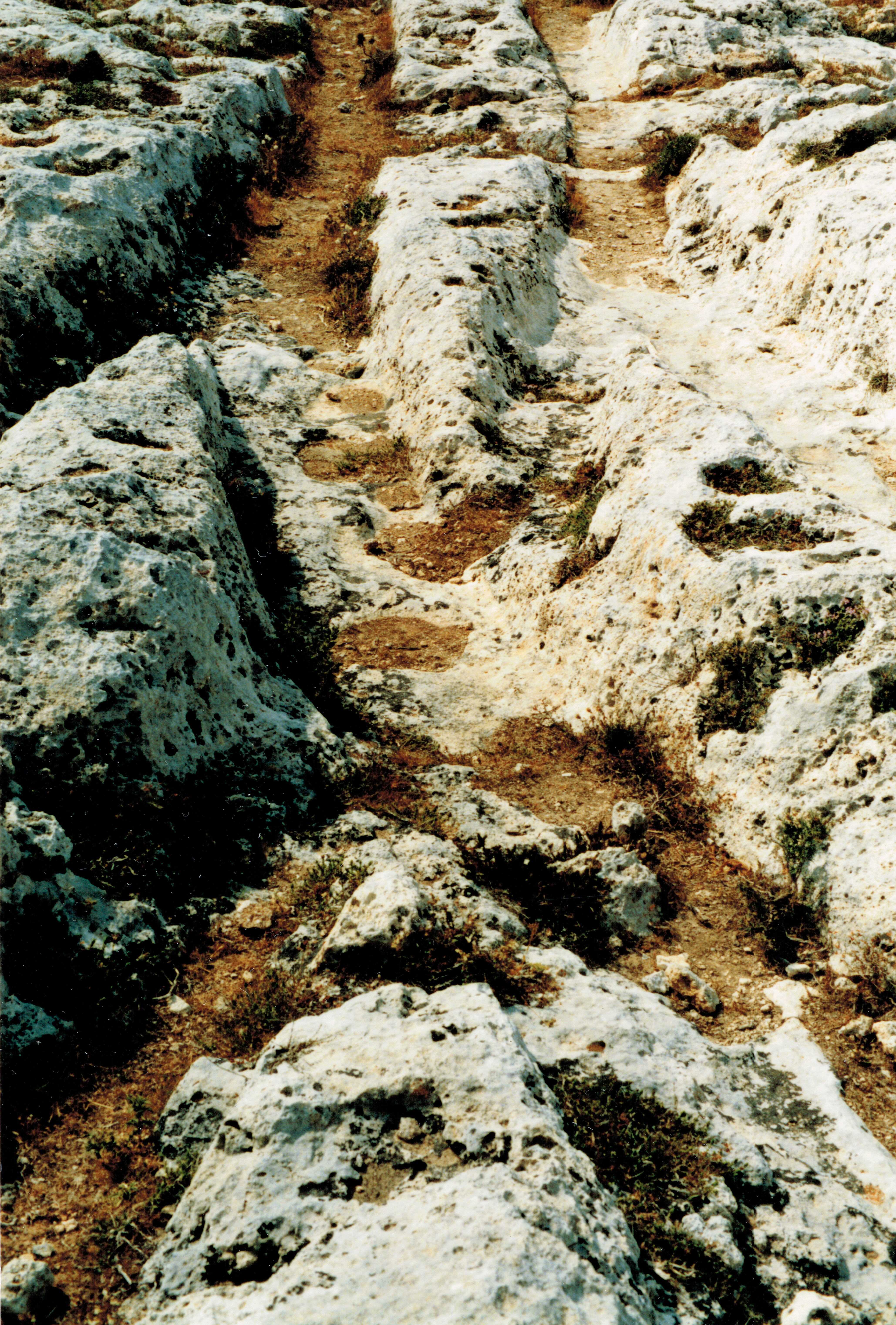
Keréknyomok Misraħ Għar Il-Kbirnél (Clapham Junction)

- Misraħ Għar Il-Kbir: Málta legnagyobb tömegben fennmaradt keréknyomai. David Trump régész a területet - a londoni pályaudvar után - Clapham Junctionnak nevezte el
- Mária mennybevétele-plébániatemplom
- Dingli-sziklák (Dingli Cliffs): kilátás a tengerre és Filfla szigetére
- Mária Magdolna-kápolna (Dingli Cliffs)

## Kultúra
Band clubja a Santa Marija Musical Band

## Sport
Labdarúgó-klubja a Dingli Swallows Football Club

## Közlekedése
Bár van autóbusz-összeköttetése, a legegyszerűbb autóval megközelíteni.
Autóbuszjáratai (2018. decemberi adatok):
- 52 (Valletta-Dingli)
- 56 (Valletta-Ta’ Qali-Dingli)
- 181 (Mater Dei kórház-Dingli)
- 201 (Repülőtér-Rabat)